# Clasmatocolea notophylla
Clasmatocolea notophylla là một loài rêu tản trong họ Geocalycaceae. Loài này được (Hook. f. & Taylor) Grolle miêu tả khoa học lần đầu tiên năm 1966.